# القارة (قبيلة)
القارة وهي قبيلة عربية خندفية عدنانية قديمة من بني الهون بن خزيمة تقطن بشكل رئيسي في مدن ساحل تهامة ولها امتداد في مناطق متفرقة من العالم العربي ومنها الصحابي الجليل مسعود بن ربيعة القاري. ومنهم قبيلة عضل الموجودة في الليث جنوب مكة المكرمة. وعدة فروع أخرى دخلوا في بنو شعبة.

## النسب
يعود نسب قبيلة القارة الى المجموعة المعروفة باسم القبائل الخندفية وتحديدا من فرع بني مدركة وهم :
- الهون بن خزيمة بن مدركة بن إلياس بن مضر بن نزار بن معد بن عدنان.[1][2][3][4]

تعد فروع القارة منذ الجاهلية حتى اليوم في عداد كنانة ولكنها ما زالت محتفظة باستقلاليتها في النسب.

## اقرب القبائل لها
أقرب القبائل نسبا لقبيلة القارة هي قبيلة كنانة التي من فروعها قريش ثم قبيلة هذيل وبنو أسد ثم بقية قبائل خندف.

## اسم القارة
ذكر في تسميتهم القارة ان القارة أكمة سوداء فيها حجارة وكان سيد كنانة وهو الشداخ أراد أن يفرقهم في كنانة فقال شاعرهم رافضا ذلك.

## فروعهم قديما
ذكر في بطون القارة في الجاهلية عدة بطون منها الأسدي, والعضلي, والعائذي,

## فروعهم وديارهم
تسكن قبيلة القارة اليوم في مناطق مختلفة، من بينها عدة قرى في محافظة الليث بمنطقة مكة المكرمة. وديارهم اليوم في وادي مركوب جنوب مكة 135 كيلا ولهم وادي بشمى جنوب وادي مركوب بين مكة والليث ولهم كذلك وادي مرخ ومن ديارهم في الليث وادي الغالة ومن فروعهم:
| - الحلقة - بنو عباد | - الجنون - العيضة |

## عنها
من ابرز تاريخ القارة في الجاهلية مشاركتها في حروب مكة القديمة التي كانت بين قريش وبكر بن عبد مناة بن كنانة، حيث كانت القارة مع قريش. وكانت جزء من اكبر كيانات مكة آنذاك الا وهو حلف الاحابيش. وحالفت فيه بنو زهرة على وجه الخصوص. وحلف الاحابيش تمثل القارة فيه جزء كبير. وكانت أرمى العرب واشتهرت القبيلة بمهارتها في الرماية، حتى أن كلمة "القارة" تشير إلى نوع من التجمّع أو الأكمة، وهو المكان المرتفع الذي يستعمل للرماية. فكانت القبيلة معروفة باسم "رماة الحدق" نظراً لدقتهم في الرمي. وقيل عنهم في ذلك.
كما انها اجارت بني عوف بن معد بن عدنان في الجاهلية.

## مشاركتهم في الفتوحات
شاركت قبائل القارة في الفتوحات الإسلامية حالها كحال معظم قبائل شبه الجزيرة العربية آنذاك وكان كثير منهم قد ألتحق بالفتح خاصة في الفتح الإسلامي لمصر ولهم أعلام بها. كما انهم شاركوا في فتح بلاد ليبيا وإليهم تنسب هون في ليبيا كما يرجح صاحب معجم البلدان الليبية في قوله «هون واحة من واحات الجفرة غربي ودان ويظهر لي في تسميتها ان هذا الاسم جاءها من بني الهون قبيلة عربية تنتمي الى هون بن خزيمة بن مدركة ومما لا شك فيه ان قبائل كثير من العرب دخلت إفريقية من غير بني سليم وبني هلال ومنها من ذكر ومنها من لم يذكر فربما كانت هذه القبيلة سكنت في هذه الناحية فسميت باسمها ولا شك أنه اسم طارئ عليها بعد الفتح الإسلامي».

## أعلام القارة
- عبد بن سفاح القاري - من سادات حلف الاحابيش وفرسان القارة في العصر الجاهلي.[17]
- مسعود بن ربيعة القاري - صحابي جليل من أوائل الرجال الذين اسلموا شهد جميع المشاهد والغزوات مع النبي محمد.
- ابن الدغنة القاري - سيد سادات حلف الاحابيش وسيد القارة وهو الذي أجار أبو بكر الصديق قبل الهجرة.[18]
- عمرو بن عبد العزى القاري - من شعراء العصر الجاهلي في مكة.[19]
- السائب بن عمير القاري - صحابي جليل من صحابة رسول الله.[20]
- مسعود بن عمرو القاري - صحابي جليل كان استعمله النبي محمد على المغانم يوم حنين.[21]
- أوس بن عمرو بن عبد القاري - من صحابة رسول الله وشهد فتح مصر.[22]
- عبد الله بن عثمان بن خثيم القاري - من الرواة الثقات.[23]
- أبو بكر صالح بن شعيب القاري - لغوي من علماء مدينة الري في بلاد فارس.[24]
- إبراهيم بن إسحاق القاري - قاضي مصر في عصر ولاية السري بن الحكم سنه 204 هـ .[25]
- عمير بن خرشة القاري - من صحابة النبي محمد ومن أنصاره وهو الذي قتل المرأة اليهودية التي شتمت رسول الله في شعرها.[26]
- إياس بن عبد الأسدي القاري - من صحابة رسول الله وشارك في جيش فتح مصر وشهد فتحها وأختط بها دارا.[27]
- عمرو بن عبد الله القاري - من صحابة رسول الله ويكنى أبو عياض روى عن النبي محمد.[5]
- عبد الرحمن بن عبد القاري - صحابي جليل اتى به ابيه مع أخيه عبد اللَّه أنه أتى بهما الى النبي محمد. وهما صغيران فمسح على رؤوسهما. قيل له صحبة وقيل كان من جلّة تابعي أهل المدينة وكان على بيت المال لعمر بن الخطاب.[28]
- أبو جمعة حبيب القاري - من صحابة النبي محمد صلى الله عليه وسلم.[29]
- مقاس بن النعمان القاري - شاعر من شعراء الجاهلية.[9]
- يعقوب بن عبد الرحمن بن محمد القاري - تابعي وقارئ مدني وراوٍ للحديث النبوي عن أبي هريرة من علماء مصر في عصرة وله مقام في الإسكندرية.[30]